# 박병규 (정치인)
박병규(朴炳奎, 1964년 1월 18일~)는 대한민국의 정치인이다. 제16대 광주광역시 광산구청장이다.
노동운동가, 사회혁신가 출신으로 광주형일자리를 설계했으며 2018년 2월, 광주광역시 경제부시장으로 임명되었다. 2022년 제8회 전국동시지방선거를 앞두고 광산구청장에 출마했으며 단독 입후보함에 따라 무투표 당선되었다.

## 학력
- 송원대학교 사회복지학 전문학사

## 경력
- 교육과 인권 이사
- 들불기념사업회 부이사장
- 노동일보 사외이사
- 한국노동교육원 객원교수
- 전남지방노동위원회 위원
- 광주광역시청 사회통합추진단장
- 광주광역시청 일자리정책특보
- 제6대 광주광역시 경제부시장
- 광주광역시청 사회연대일자리특보
- 대통령직속 일자리위원회 지역일자리특별위원
- 대통령직속 일자리위원회 상생일자리 자문위원
- 대통령직속 일자리위원회 미래차TF위원
- (주)광주글로벌모터스 상생위원회 위원장
- 더불어민주당 평화경제특별위원회 부위원장
- [[더불어민주당]) 정책위원회 부의장
- 2022. 7.~ 제16대 광주광역시 광산구청장 (민선 8기, 더불어민주당, 초선)

## 전과
- 공무집행방해, 일반교통방해, 폭력행위등처벌에관한법률위반, 집회및시위에관한법률위반: 벌금 1,000,000원 - 1999년 11월 11일 선고[3]
- 특수공무집행방해, 집회및시위에관한법률위반: 벌금 3,000,000원 - 2002년 1월 31일 선고[3]
- 업무방해, 노동조합및노동관계조정법위반: 벌금 3,000,000원 - 2013년 9월 30일 선고[3]

## 역대 선거 결과
| 실시년도 | 선거      | 대수 | 직책   | 선거구      | 정당         | 득표수 | 득표율      | 순위 | 당락 | 비고           |
| -------- | --------- | ---- | ------ | ----------- | ------------ | ------ | ----------- | ---- | ---- | -------------- |
| 2022년   | 지방 선거 | 16대 | 구청장 | 광주 광산구 | 더불어민주당 | 무투표 | \| \| 0% \| |      |      | 초선, 민선 8기 |
|          | 0%        |      |        |             |              |        |             |      |      |                |

## 같이 보기
- 광주광역시 부시장
- 광산구청장